# Crucifixion (Bellini)
Pour les articles homonymes, voir Crucifixion (homonymie).
La Crucifixion, œuvre de Giovanni Bellini, peintre de la Renaissance italienne, a été réalisée autour de 1455-1460 pour l'église San Salvador de Venise, et conservée au musée Correr à Venise.
Elle fait partie de la phase influencée par Andrea Mantegna au début de la carrière de Bellini.

## Description
La peinture montre le Christ sur sa croix, représenté avec une peau très pâle, sur un large fond de paysage. Le bleu profond haut du ciel est peuplé par des angelots qui pleurent sa mort. Dans la partie inférieure on voit la Vierge Marie et saint Jean, conformément à l'iconographie chrétienne de la Crucifixion. 
L'arrière-plan montre plusieurs détails, y compris un lac avec un pont en bois, une carrière, de petites maisons et une série de petits personnages dans diverses activités. Une telle composition, fragmentée et détaillée, est typique de Jacopo Bellini, père de l'artiste, et a été replacée avec plus de cohérence dans les œuvres ultérieures de Bellini. 

## Sources
- Mariolina Olivari, Pittori del Rinascimento, Scala, Florence, 2007, 640 p. (ISBN 978-88-8117-099-9 et 88-8117-099-X), « Giovanni Bellini »